# Jules Batigny
Jules-Louis Batigny, né à Valenciennes le 18 mai 1838, mort à Lille le 23 mai 1909, est un architecte du gouvernement, architecte en chef de l'école des arts et métiers, ancien président de la société des architectes du Nord de la France.
Il est d'autre part membre de la société des architectes français, membre de la société des artistes français, membre de l'association des artistes, vice-président des écoles académiques de Valenciennes, de l'union artistique du Nord et de l'union artistique valenciennoise.

## Biographie
Fils d'entrepreneur, il commença ses études d'architecture aux écoles académiques de Valenciennes sous la direction de Jean-Baptiste Bernard. En 1857, à dix-huit ans, Batigny entre à l'école des beaux-arts de Paris où il a pour professeurs Louis-Hippolyte Lebas et Léon Ginain.
Il y remporta un grand nombre de récompenses, six médailles de première classe, le prix Rougevin, le prix Albert-Blouet, la grande médaille d'émulation ; il fut deux fois logiste, deuxième grand prix de Rome en 1865, et premier second grand Prix, en 1866. À cette époque, les changements survenus à l'école des beaux-arts, au sujet du grand Prix de Rome, changements qui abaissaient de 30 à 25 ans l'âge auquel on avait le droit de concourir, le privèrent de deux années de concours ; il est à penser que, vu ses succès précédents, il aurait pu arriver au succès final.
En 1867, il obtint une médaille au Salon. Il fut attaché en qualité d'inspecteur des travaux du nouvel Opéra, sous la direction de Charles Garnier. En 1881, Batigny fut chargé par l'État, comme architecte en chef des Bâtiments civils, de dresser les plans et devis et de diriger les travaux de l'école des arts et métiers de Lille, monument d’une étendue considérable.
À partir de 1893, il est chargé par l'État, comme architecte du gouvernement, de l'entretien de la colonne de la Grande Armée, à Boulogne-sur-Mer, et de l'entretien des bâtiments de l'école des arts industriels de Roubaix.
En 1900, il obtint un grand Prix à l'exposition universelle. Il est membre correspondant de l'Institut de France à partir de 1901.
En 1885, l'État créa dans plusieurs villes de France, des écoles régionales d'architecture qui donnent le même enseignement, exécutent les mêmes épreuves et ont les mêmes sanctions que ceux de l'école des beaux-arts de Paris. Les études sont consacrées par le titre d’architecte diplômé par le gouvernement. Le 12 décembre 1905, le ministre de l'Instruction publique et des beaux-arts, nomme Jules-Louis Batigny directeur de l'école régionale d'architecture de Lille au sein de l'école des beaux-arts de Lille.
La revue d'architecture citant les œuvres de Batigny disait : Ces travaux où l'on trouve partout le goût exquis et l'étude consciencieuse qui caractérisent le talent de notre confrère, lui ont valu les palmes académiques en 1888 et enfin la croix de chevalier de la Légion d'honneur en 1894.
Il est enterré au cimetière Saint-Roch à Valenciennes.

## Distinctions
- Palmes académiques en 1888
- Cchevalier de la Légion d'honneur en 1894

## Réalisations notables
- hôtel de ville de Valenciennes, détruit par un incendie en 1940, sauf la façade,  Inscrite MH[2]

- les décorations des chapelles et autels et des orgues de la basilique Notre-Dame-du-Saint-Cordon

- l'hôtel des commissaires-priseurs de Lille

- 1898, église du Sacré-Cœur de Lille[3]

- 1885-1900, école des arts et métiers de Lille,  Inscrite MH[4],[5]

- l'église du Sacré-Cœur au faubourg de Paris, à Valenciennes, détruite durant la guerre 14-18

- le collège Saint-Vaast à Béthune

- 1874, mairie de Douchy-les-Mines, école de musique depuis 1984

- le monument du général Faidherbe au cimetière de l'Est à Lille

- de nombreux châteaux, hôtels, tombeaux, etc. à Roubaix, Lille et Valenciennes.

## Galerie

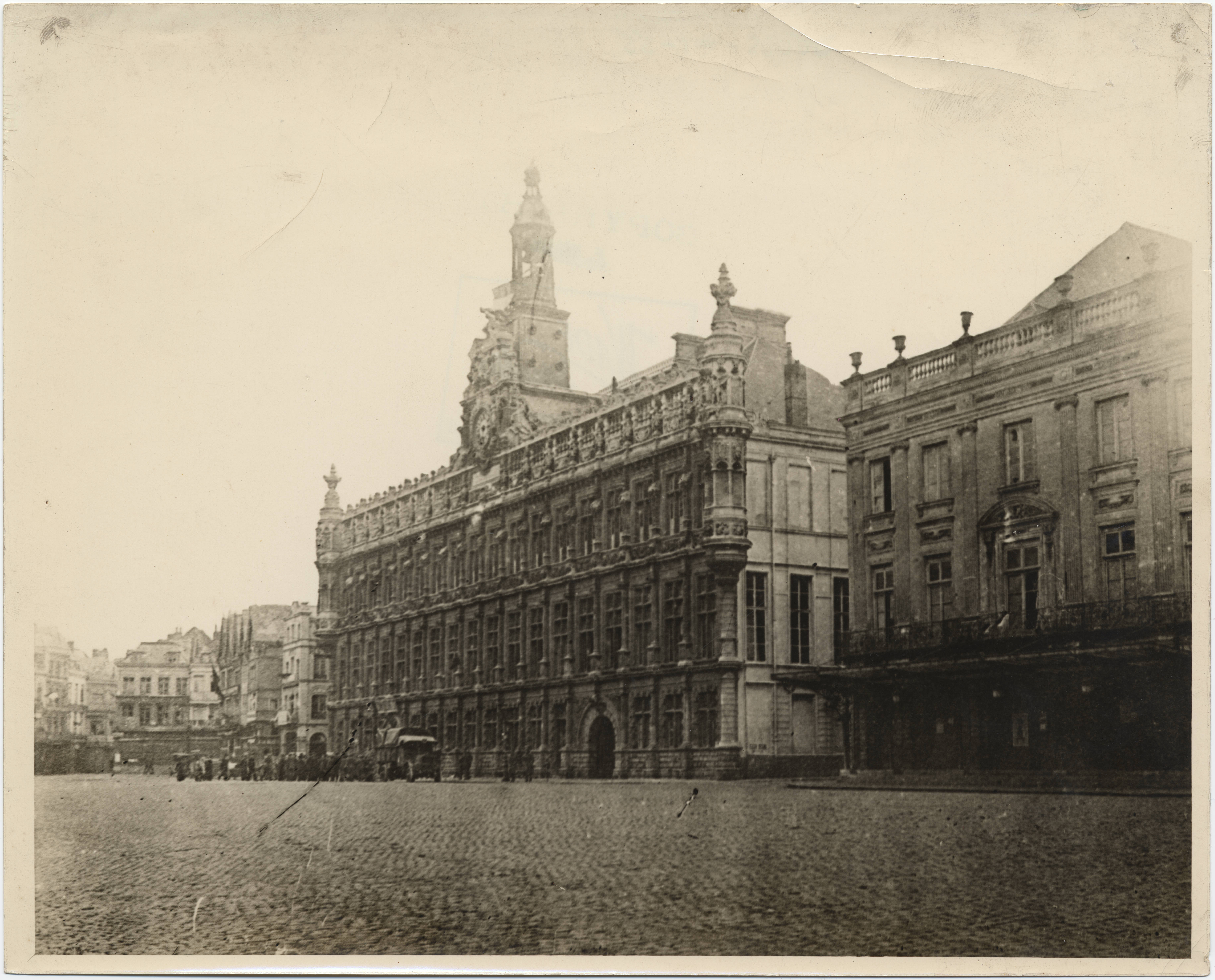
Hôtel de Ville durant la Première Guerre mondiale
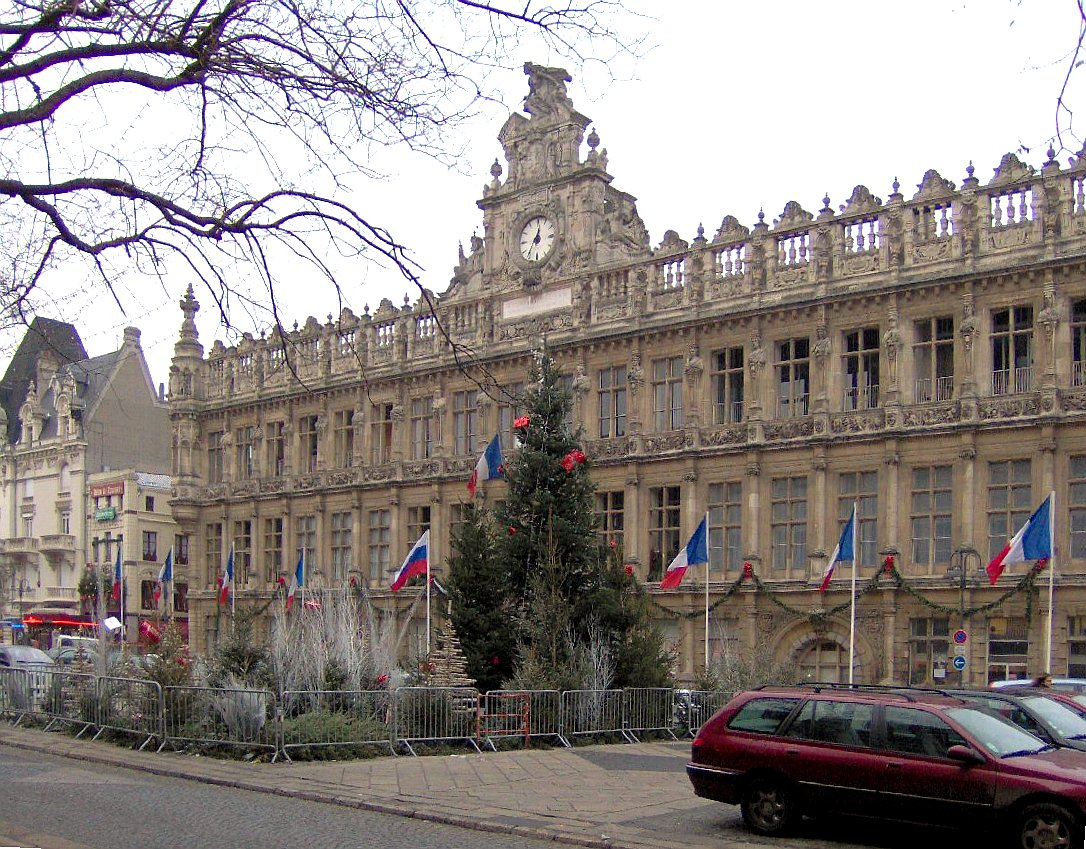
Facade hôtel de ville, Valenciennes
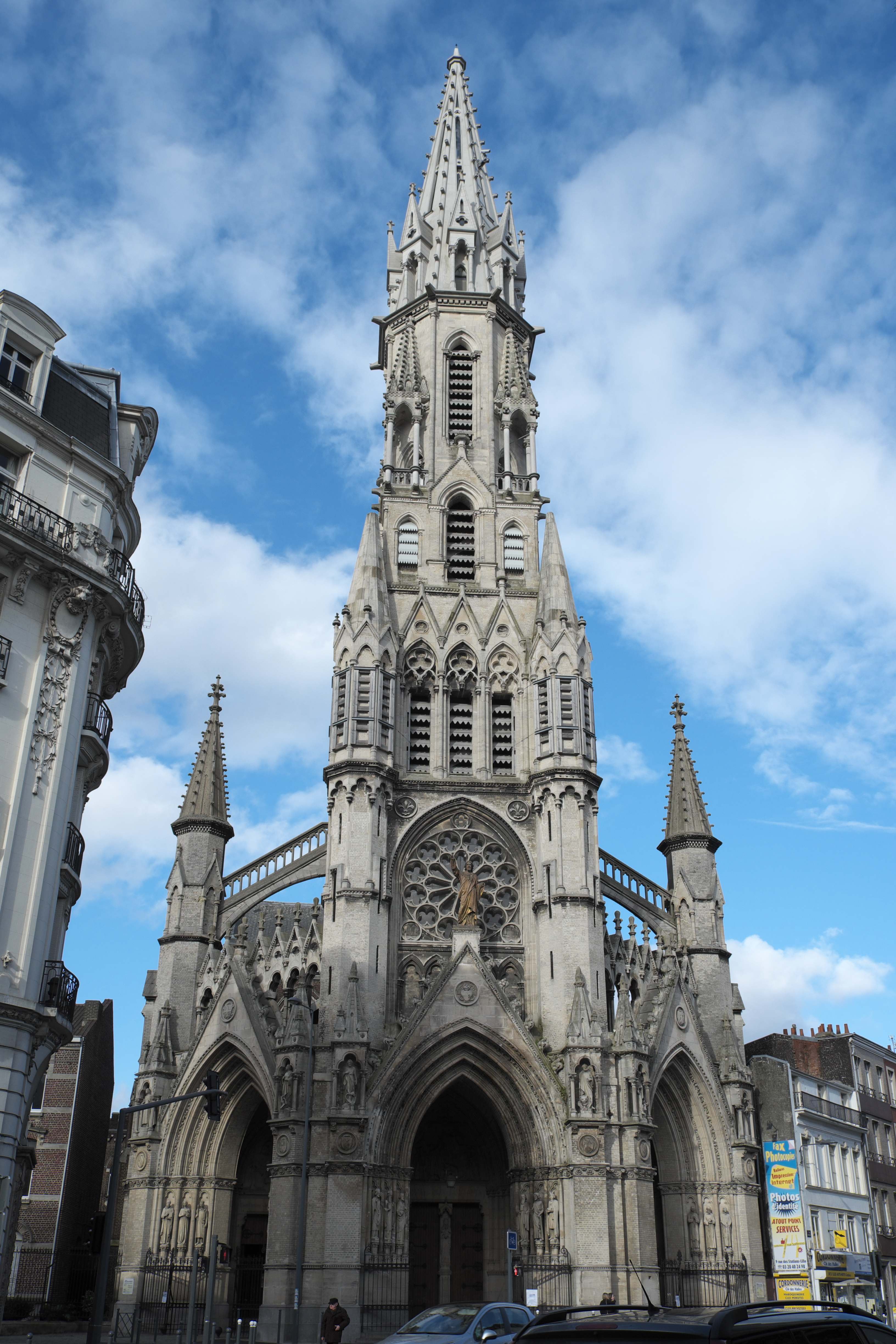
Église du Sacré-Cœur, Lille